# Oddny Bekk
Oddny Bekk (ogift Asbjörnsdatter Nilsen), född 11 oktober 1929 i Sørskogbygda, Elverum i Norge, död 31 januari 2016 i Sætre, var en norsk handbollsspelare målvakt.

## Karriär

### Klubblagsspel
Oddny Bekk var målvakt i klubblaget och spelade för laget i 38 säsonger. Eftersom laget började spela strax efter kriget så omfattar perioden slutet av 1940-talet till mitten av 1980-talet. Exakta årtal är okända.

### Landslagsspel
Oddny Bekk debuterade i landslaget 18 november 1961 mot Danmark då Norge förlorade 6-13. Hon spelade sedan 11 landskamper innan hon avslutade den korta landslagskarriären den 30 juni 1964 mot samma Danmark, fast nu med seger 8-4 för Norge. Under dessa 11 matcher stod inte för något mål utan blev mållös i landslaget men hon var målvakt